# 神楽大戦
『神楽大戦』（かぐらたいせん）はでぼの巣製作所が開発・運営を行っているブラウザゲーム。にじよめ（現：にじGAMES）、TSUTAYA GAMES、およびFANZA GAMES（『神楽大戦記』（-き））にて配信されている。各プラットフォーム間で内容の違いはないため、以下の内容は『神楽大戦記』を含めた内容となる。
PC（Windows・Mac）およびスマートフォン（iPhone・Android）からのプレイできる。FANZA GAMESのPC版サイトには当ゲームは表示されていないが、でぼの巣製作所の公式サイトのトップページにあるリンクからゲームをプレイすることができる。
全年齢版『神楽大戦・陽之巻』とR-18版『神楽大戦・陰之巻』があり、「言霊」の部分や数箇所の違いがあるが、ストーリーなどの基本的部分は同一である。
でぼの巣製作所の神楽シリーズに登場する退魔巫女と主人公が共にストーリーを進めていく。登場する退魔巫女には、「紅･新堂勇」のように登場したシリーズの名や季節のイベントに関連した冠名を持つ者なども存在する。
主人公はシリーズとは無縁の者であり、最初に拾われた神社を3か所から１つ選択することで、その神社に属しているナビゲートキャラクターおよび、会話時に登場する巫女が決定する。

## 登場キャラクター
神楽シリーズの記事を参照。妖怪の中には「人魚」など、オリジナルのキャラクターも存在する。

## 進行システム
「お努め」（同スタイルのゲームにおける「クエスト」や「ストーリー」に該当）は物語を読み進めながら進行していき、途中に出現する妖怪と戦闘を行い調伏（退治）していく。1部隊最大5ユニットに加え、お努め開始時に他プレイヤーが指定しているユニット1体を傭兵として追加することができる。戦闘時には「進行」「連続進行」「撤退」の3つのコマンドから選択できる。
- 進行 妖怪もしくは自部隊ユニットのうち、行動順が一番早い者が行動を行う。行動の際は、敵ユニットへの直接攻撃、または技能（ユニットの特殊スキル）の使用ができる。
- 連続進行 行動順に進行を自動的に繰り返す。プレイヤーが画面をタップまたはクリックをするまで続行する。
- 撤退 お努めを中止しいったん神社に戻る。選択後、そのままお努めを終了する「撤退」、撤退時の状態でお努めを再開できる「中断」が選択できる。「中断」を選択した場合、再開までの時間を使っての霊力回復、お努めを行っていた部隊とその編成の変更、および別のお努めの開始ができない。

## 属性設定
対魔巫女および妖怪には「五行」（ごぎょう）と呼ばれる火・水・土・木・金（金属全般のこと）の属性が設定されており、戦闘時に以下の法則が適用される。
- 「五行相克」（-そうこく）各属性間の強弱の法則。水属性は火属性に優位であり、火属性は金属性に優位である・・・といった属性間の強弱の相関関係を表している。
- 「五行相乗」（-そうじょう）水→火→木→土→金→水→火・・・の属性順（※開始するのはどの属性からでもよい）で攻撃を行うと必ず会心の一撃となる法則。ユニットの行動順を変更して発生させる、敵側の五行相乗を阻止するためにユニットを割り込ませる、という戦略が可能。五行相乗を有効活用するためには、1部隊をすべて異なる属性のユニットで編成することが基本となる。また、傭兵を利用し同一属性が複数になった場合は五行相乗が途中で途切れるため、強力なユニットが多い部隊は傭兵を利用しないほうが有利に働くこともある。

2017年5月12日の更新より新システム「課題」が追加された。指定された条件を達成するとアイテムやメインページの壁紙を獲得することができる。

## 育成システム
「お努め」での戦闘で経験値を獲得することができる。それ以外の育成要素は以下のとおり。
- 鍛錬 別ユニットの消費により、ユニットに経験値を加算する。同属性のユニット、トレーナー巫女（名称の冠に「プチ」とつく退魔巫女のデフォルメキャラクター）およびデボ雀（でぼの巣製作所のマスコット兼シンボルキャラクター）を使用すると、獲得できる経験値が多くなる。
- 進化 同一ユニットを2つまたは、それに加え別ユニット1つを使用することで、体力・攻撃力・素早さの初期値および成長率の強化（初回進化時には弱体化する場合もある）、レベル上限の上昇、別ユニット技能の獲得、元ユニットの技能強化を行う。進化後はユニットのレベルは1に戻る。トレーナー巫女や各種属性のデボ雀も進化を行うことができ、進化したこれらのユニットを鍛錬にて消費することでより多くの経験値が獲得できる。

## 言霊
『神楽大戦・陰之巻』に実装されている、女性キャラクター（※対魔巫女以外の女性キャラクターが含まれる）と妖怪との異種姦ストーリーおよび、主人公と女性キャラクターとの和姦ストーリーを閲覧できる機能。ストーリーごとに1枚の画像が4（東西南北）または12（十二支）に分割されており、1つの言霊につき1か所を開放できる。すべてを開放するとストーリーを閲覧できる。異種姦ストーリーの多くは、原典となる神楽シリーズからの再集録であるが、音声はフルボイスではない。
以下を行うことで、巫女および妖怪が関連しているストーリーの言霊を得る場合がある。詳細はゲーム内の、諸々＞極意＞言霊 にて確認できる。また、所持品の「言霊石」を使って言霊を開放することも可能。
- 「お努め」の実行
- 巫女が妖怪に勝利
- 巫女の鍛錬に妖怪を使用
- 妖怪の鍛錬に巫女を使用

## 開発・反響
本作の運営・システム面を担うプログラマーの「あ」の人は、BugBugとのインタビューの中で、もともと電車内で遊んだ後、自宅の大画面のPCでCGを楽しんでもらうというコンセプトだったが、ふたを開けてみるとスマホとPCのユーザーが半々の比率で、きれいに分かれていたと明かしている。「あ」の人はリリースから半年の間はゲームというよりパチンコ寄りの感覚で作るべきだったと反省していたが、それも自分たちさと受け止めて開き直ったとも話している。
同時に、本作はでぼの巣製作所のPCゲームのファン層をベースに、新規プレイヤーも引き込んでいることを「あ」の人は認めており、インタビューに同席していた山本和枝によると、本作に登場するキャラクターに課金したという報告を受けたこともあるという。
2024年1月の能登半島地震では、でぼの巣製作所の代表とスタッフが被災し、のとじま水族館や避難所の世話になった。そのお礼として復興支援キャンペーンが展開され、でぼの巣製作所提供のWEBラジオ「こすずの小部屋」のマスコット「こすず」が有料ユニットとして販売され、手数料を除く売り上げの全額は七尾市およびのとじま水族館に寄付されることとなった。